# Le Roman de George et Martha
Le Roman de George et Martha (Aspire to the Heavens, 1968 ; nouvelle version sous le titre Mount Vernon Love Story, 2000), est une biographie romancée de l'écrivaine américaine Mary Higgins Clark, paru en 1968. Il s'agit du premier livre publié de l'auteur qui choisit de refondre l'ouvrage et d'en donner une nouvelle version en 2000.
La traduction française par Anne Damour de la version remaniée n'est publiée qu'en 2007 à Paris aux éditions Albin Michel. 
Il s'agit d'une biographie de George Washington, général des armées américaines lors de la révolution américaine, et premier président des États-Unis d'Amérique. Le livre porte également sur les relations que Washington entretenait avec sa femme Martha.